# Sylvestre IV
Pour les articles homonymes, voir Sylvestre.
Sylvestre IV (Maginulf ), né vers 1050 à Rome, est antipape de novembre 1105 à avril 1111.
Archiprêtre de Saint-Ange, il est élu comme antipape en novembre 1105 par le parti germanique de Rome contre Pascal II. Délaissé par ses partisans, il fit sa soumission au pape légitime Pascal II en avril 1111 et termina sa vie à Osimo sous la protection de Garnier II, duc de Spolète, marquis d'Ancône.